# Ufo361
Ufo361, de son vrai nom Ufuk Bayraktar (né le 28 mai 1988 à Berlin-Ouest) est un rappeur allemand.

## Biographie
Il est le fils de parents turcs installés dans le quartier de Berlin-Kreuzberg. Said l'invite sur son label Hoodrich en 2010. Avec Said et le producteur franco-allemand KD-Supier, il forme le trio Bellini Boyz. Après un EP avec le trio, Ufo361 sort en 2012 son premier EP solo Bald ist dein Geld meins.
Le premier album Ihr seid nicht allein paraît en 2014. Ufo361 quitte le label Hoodrich peu après. Après des rumeurs selon lesquelles il s'intéresse au label de Haftbefehl Azzlackz, il commence à publier sa musique en autoproduction.
En 2016, il publie le clip de Ich bin 1 Berliner. Grâce au soutien d'autres rappeurs comme Fler, 187 Strassenbande et des artistes du label Azzlackz, il se fait connaître toujours sans avoir de maison de disques. En outre, Ufo361 est invité par 187 Strassenbande pour un duo lors d'un concert au Columbiahalle à Berlin. Au printemps 2016, la mixtape Ich bin ein Berliner se place à la 57e place des ventes en Allemagne. La suite à l'automne, Ich bin 2 Berliner, est onzième. Le 28 avril 2017 sort Ich bin 3 Berliner. Dans le même mois, le rappeur crée son label Stay High.
Le 13 avril 2018, sort l'album studio 808 qui est numéro un des ventes en Allemagne et en Autriche.
En 2020, Ufo361 sort son album Rich Rich dans lequel il affirme sa nouvelle personnalité et son nouveau train de vie de star fortunée mais c'est aussi dans cet album qu'il accompli l'un de ses objectifs qui était de réaliser une collaboration avec Future.

## Discographie
Albums
- 2014 : Ihr seid nicht allein
- 2018 : 808
- 2018 : VVS
- 2019 : WAVE
- 2019 : Lights Out (avec Ezhel)
- 2020 : Rich Rich
- 2021 : Stay High
- 2023 : Love My Life
- 2024 : SONY

Mixtapes
- 2016 : Ich bin ein Berliner
- 2016 : Ich bin 2 Berliner
- 2017 : Ich bin 3 Berliner

EP
- 2012 : Bald ist dein Geld meins (Hoodrich)
- 2018 : Tiffany-EP

Singles
- 2017 : Für die Gang (feat. Gzuz)
- 2017 : Der Pate
- 2017 : Nice Girl 2.0
- 2017 : Tiffany
- 2017 : 1 Schuss (feat. Bonez MC)
- 2017 : Waffen (avec RAF Camora, Bonez MC et Gzuz)
- 2018 : Beverly Hills
- 2018 : Balenciaga
- 2018 : Power (feat. Capital Bra)
- 2018 : Ohne mich
- 2018 : Acker jeden Tag
- 2018 : Vorbeikommen
- 2018 : Paradies (feat. RAF Camora)
- 2018 : VVS (feat. Quavo)
- 2018 : 40k
- 2018 : Verändert
- 2019 : Pass auf wen du liebst
- 2019 : Next (feat. Rin)
- 2019 : Gib Gas (feat. Luciano)
- 2019 : Irina Shayk
- 2019 : Shot (feat. Data Luv)
- 2019 : On Time (feat. Gunna)
- 2019 : Nummer (feat. RAF Camora)
- 2019 : Wir sind Kral (avec Ezhel)
- 2019 : YKKE (avec Ezhel)
- 2019 : Nur zur Info
- 2020 : Emotions 2.0 (feat. CELINE)
- 2020 : Shit Changed (feat. Sonus030)
- 2021 : 7 (feat. Bonez MC)
- 2021 : Wings
- 2021 : Wings 2.0 (feat. Luciano)
- 2021 : LOW LIFE (feat. Rin)

Collaborations
- 2016 : Fler feat. Sentino & Ufo361 : Unterwegs (Remix)
- 2017 : Nimo feat. Ufo361 & Yung Hurn : Wie Falco
- 2018 : Capital Bra feat. Ufo361 :  Neymar
- 2018 : Gzuz feat. Bonez MC, Maxwell & Ufo361 : Über Nacht
- 2018 : Rich the Kid feat. Ufo361 : Plug Walk (Remix)
- 2018 : KitschKrieg feat. Trettmann, Gringo, Ufo361 & Gzuz : Standard
- 2019 : Luciano feat. Ufo361 & Lil Baby : Fendi Drip
- 2019 : Selmon feat. Ufo361 : Stoned & allein (Remix)
- 2020 : Ufo361 feat. Future : Big Drip
- 2020 : Kalim feat. Ufo361 : SKRR
- 2020 : Haftbefehl feat. Ufo361 : Trapking

## Source de la traduction
- (de) Cet article est partiellement ou en totalité issu de l’article de Wikipédia en allemand intitulé « Ufo361 » (voir la liste des auteurs).